# 姜店乡 (高唐县)
姜店乡是中国山东省聊城市高唐县下辖的一个乡。

## 行政区划
姜店乡下辖鲁庄村、尚官屯村、王楼村、辛店村、唐楼村、坟台村、西郭村、王仙村、梁庄村、刘庄村、王奉村、姜店社区、大董庄村、换马刘村、南街社区、钟庄村、栾屯村、佟官屯村、天宫庙村。